# Sarah Chalke
Sarah Chalke, née le 27 août 1976 à Ottawa, dans l'Ontario, est une actrice canadienne.

## Biographie

### Jeunesse et formation
Sarah Cassandra Chalke naît à Ottawa et grandit à Vancouver en Colombie-Britannique. Ses parents, tous deux avocats, exercent dans leur propre agence d'adoption. Elle a deux sœurs : Natasha (l'aînée, avocate), et Piper (de trois ans sa cadette), médecin.
Sa mère est originaire de Rostock en Allemagne. Selon une piste de commentaires de la série Scrubs à laquelle elle a participé, Chalke fréquentait l'école allemande de sa ville natale deux fois par semaine. Sa première langue est l'anglais, mais elle parle couramment l'allemand et le français « assez bien ». Cela a été incorporé dans son personnage de Scrubs, Elliot Reid, qui parlait allemand et français au même niveau.
Chalke est diplômé de l'école secondaire Handsworth de North Vancouver en 1994. Elle se lance ensuite dans une carrière de comédienne.

### Carrière
Sarah Chalke débute très tôt sa carrière d'actrice, à l'âge de 8 ans lorsqu'elle a fait ses premières apparitions sur scène. À 16 ans, elle perce à la télévision en devenant reporter dans kidZone, une émission canadienne destinée aux adolescents.
En 1992, elle obtient un rôle dans le téléfilm City Boy. L'année suivante, elle reprend le rôle de Becky dans la sitcom Roseanne, qui entame alors sa sixième saison. Elle grandit alors devant l'écran, durant 69 épisodes, et ce jusqu'à la fin du programme, en 1997. Elle enchaîne alors les apparitions dans quelques séries et téléfilms, avant d'intégrer la distribution principale d'une série western comique, Nothing Too Good for a Cowboy durant 26 épisodes, diffusés entre 1999 et 2000.
Mais la révélation intervient après : en 2001, elle décroche le rôle d'Elliott Reid dans la série hospitalière Scrubs. Ce rôle féminin principal la lance et lui permet de multiplier les petits projets durant huit ans. Elle quitte le casting régulier de la série au terme de la huitième saison, intervenant en guest-star durant quatre épisodes de la neuvième et dernière saison.
Elle profite de cette notoriété pour rebondir aussitôt vers une autre sitcom très suivie, How I Met Your Mother, qui entre alors dans sa quatrième saison. Entre 2008 et 2009, elle interprète le docteur Stella Zinman, une dermatologue dont le héros de la série Ted tombe amoureux. Parallèlement, l'actrice tente de revenir dans un rôle régulier : si l'année suivante, le pilote de la série Freshman n'est pas retenu par la chaîne ABC, elle revient à la rentrée 2011 dans la comédie avec la sitcom romantique Mad Love, aux côtés des expérimentés Jason Biggs, Judy Greer et Tyler Labine. Le programme est cependant arrêté au bout de 13 épisodes.
À la rentrée 2012, le créateur de Scrubs, Bill Lawrence, lui confie un rôle récurrent de la troisième saison de sa nouvelle série, Cougar Town. Elle y prête ses traits au personnage de Angie LeClaire, la professeur de photographie du jeune Travis, durant quatre épisodes. Début 2013, elle apparaît aussi dans un épisode de la série Grey's Anatomy où elle prête ses traits à une patiente. Le mois suivant, est lancée la sitcom familiale How to Live With Your Parents For the Rest of Your Life dont elle tient le rôle principal, entourée des acteurs Brad Garrett et Elizabeth Perkins. Le programme est cependant un nouvel échec pour l'actrice, et disparaît à la fin de 13 épisodes. 
L'actrice ne renoue avec le succès qu'à la rentrée 2013 avec un travail de doublage : celui de la mère de famille dans la série d'animation pour adultes Rick and Morty, diffusée avec succès depuis décembre. Mais parallèlement, le pilote de la comédie chorale pour adultes Really n'est pas retenu par la plateforme Amazon pour la rentrée 2014.
À la rentrée 2015, elle accepte un rôle récurrent dans une série dramatique Backstrom, et fait une petite apparition dans la sitcom Undateable, nouvelle production de Bill Lawrence.
On la retrouve en 2021 dans un rôle de personnage principal dans la série dramatique Toujours là pour toi sur la plateforme Netflix, où elle forme un duo d'actrices avec Katherine Heigl.

### Vie privée
Sarah Chalke vit en couple avec James Afifi, un avocat spécialisé dans le divertissement, avec qui elle est fiancée depuis décembre 2006. Le couple a eu un fils, Charlie Rhodes Afifi (né le 24 décembre 2009) et une petite fille, Frances dite « Frankie » (née en avril 2016).
L'actrice parle couramment allemand et français, ce que l'on peut entendre dans plusieurs épisodes de la série Scrubs, mais aussi dans un épisode de How I Met Your Mother où elle échange quelques mots en français avec Josh Radnor ; on peut également l’entendre parler français dans la troisième saison de Cougar Town, quand elle parle de son attirance pour le personnage de Bobby (sans savoir que Travis, à côté d'elle, possède aussi d'excellentes notions de français).

## Filmographie

### Cinéma

#### Films
- 1994 : Ernest Goes to School (en) : Maisy
- 1999 : All Shook Up : Katy Dudston
- 2000 : Spin Cycle] : Tess
- 2000 : Cinderella: Single Again : Cinderella
- 2001 : Kill Me Later : Linda
- 2001 : XCU: Extreme Close Up (en) de Sean S. Cunningham : Jane Bennett
- 2005 : Alchemy (en) : Samantha Rose
- 2005 : Cake : Jane
- 2007 : Chaos Theory : Paula Crowe
- 2007 : Mama's Boy : Maya
- 2016 : Joyeuse fête des mères : Gabi
- 2020 : The Wrong Missy : Julia
- 2020 : Eat Wheaties! de Scott Abramovitch : Frankie

#### Courts métrages
- 2008 : Prop 8: The Musical : fille effrayante de l'enfer
- 2009 : Lutins d'élite, mission Noël (Prep and Landing) (animation) : Magee (voix originale)
- 2010 : Prep and Landing: Operation: Secret Santa (en) (animation) : Magee (voix originale)
- 2011 : Prep and Landing: Naughty vs. Nice (animation) : Magee (voix originale)

### Télévision

#### Téléfilms
- 1992 : The Odyssey : Woman who sell the dream house Season 1 Episode 7 "A Place Called Nowhere"
- 1992 : City Boy : Angelica
- 1993 : Relentless: Mind of a Killer : Carrie
- 1993 : Woman on the Ledge : Elizabeth
- 1994 : Le Prix de la tyrannie (Beyond Obsession) : Laura Sawyer
- 1996 : Robin of Locksley : Marion Fitzwater
- 1996 : Randonnée à haut risque (Dead Ahead) : Heather Loch
- 1996 : Soupçons sur un champion (Stand Against Fear) : Krista Wilson
- 1997 : Mort sur le Campus (Dying to Belong) : Drea Davenport
- 1997 : L'Amant diabolique : Annie Morrell
- 1997 : Le Rêve impossible (A Child's Wish) : Melinda
- 1998 : Nothing Too Good for a Cowboy : Gloria McIntosh
- 1998 : Je t'ai trop attendue (I've Been Waiting for You) : Sarah Zoltanne
- 1999 : Y2K : Myra Soljev
- 2006 : La Couleur du courage : Geralyn Lucas

#### Séries télévisées
- 1993-1997 : Roseanne : Becky Conner-Healy #2
- 2001-2010 : Scrubs (Toubib or not Toubib) : Dr Elliot Reid
- 2008-2009 : How I Met Your Mother : Dr Stella Zinman
- 2009 : Croqueuse d'hommes (Maneater) : Clarissa Alpert (mini-série)
- 2010 : Freshman : Jane[2]
- 2010 : Team Spitz : Alicia[3]
- 2011 : Mad Love : Kate Swanson
- 2012 : The Fresh Beat Band (en) : Glinda
- 2012 : Cougar Town : Angie LeClaire[4]
- 2013 : How to Live With Your Parents For the Rest of Your Life : Polly[5]
- 2013 : Grey's Anatomy : Casey Hedgis (saison 9, épisode 19)
- 2015 : Backstrom : Amy Gazanian
- 2016 : Angie Tribeca : Mme Parsons
- 2019 : Friends from College : Merrill Morgan
- 2021  : Toujours là pour toi : Kate Mularkey

#### Séries d'animation
- 2011 : American Dad! : Cam (voix originale)
- 2013 : Rick et Morty : Beth Smith (voix originale)
- 2018 : Paradise Police : Gina Jabowski (voix originale)

## Voix françaises
En France, Véronique Desmadryl est la voix française régulière de Sarah Chalke depuis la série Scrubs en 2001. 
En France
| - Véronique Desmadryl dans : - Scrubs (série télévisée) - How I Met Your Mother (série télévisée) - La Couleur du courage (téléfilm) - Croqueuse d'hommes (téléfilm) - Cougar Town (série télévisée) - Backstrom (série télévisée) - Angie Tribeca (série télévisée) - The Wrong Missy | Et aussi - Véronique Rivière puis Aurélia Bruno dans Roseanne (série télévisée) - Michèle Lituac dans Soupçons sur un champion (téléfilm) - Patricia Legrand dans L'Amant diabolique (téléfilm) - Virginie Méry dans Je t'ai trop attendue (téléfilm) - Déborah Perret dans Lutins d'élite, mission Noël (voix) - Juliette Poissonnier dans Joyeuse fête des mères - Laurence Dourlens dans Toujours là pour toi (série télévisée) - Micheline Tziamalis dans Rick et Morty (voix) |

Au Québec
- Catherine Proulx-Lemay dans :
  - Cake : La vie, c'est du gâteau
  - La Théorie du Chaos
- Magalie Lépine-Blondeau dans Fils à Maman